# Micropygus serratus
Micropygus serratus är en tvåvingeart som beskrevs av Octave Parent 1933. Micropygus serratus ingår i släktet Micropygus och familjen styltflugor. Inga underarter finns listade i Catalogue of Life.